# Зекінья
Жозе Феррейра Франко (порт. José Ferreira Franco), більш відомий як Зекінья (порт. Zequinha, 18 листопада 1934, Ресіфі — 26 липня 2009, Олінда) — бразильський футболіст, що грав на позиції півзахисника.
Виступав, зокрема, за «Палмейрас» та «Атлетіку Паранаенсе», а також національну збірну Бразилії. У складі збірної — чемпіон світу.

## Клубна кар'єра
У дорослому футболі дебютував 1954 року виступами за команду клубу «Ауто Еспорте», в якій провів один сезон. Після цього протягом 1955—1957 років захищав кольори «Санта-Кружа». З клубом з Ресіфі він виграв чемпіонат штату Пернамбуку в 1957 році.
Своєю грою за останню команду привернув увагу представників тренерського «Палмейраса», до складу якого приєднався 1958 року. Відіграв за команду з Сан-Паулу наступні сім сезонів своєї ігрової кар'єри і виграв чемпіонат штаті Сан-Паулу в 1959 та 1963 роках. Після відходу «Палмейраса» він недовго 1965 року грав у «Флуміненсе», після чого повернувся в «Палмейрас» і виграв третій чемпіонат штату Сан-Паулу в 1966 році. Крім того з цим клубом Зекінья вигравав дві Чаші Бразилії, прообраз національного чемпіонату, у 1960 та 1967 роках.
Згодом з 1968 по 1970 рік грав у складі «Атлетіку Паранаенсе», а завершив професійну ігрову кар'єру у клубі «Наутіко Капібарібе», за команду якого виступав протягом 1970 років.

## Виступи за збірну
29 червня 1960 року дебютував в офіційних матчах у складі національної збірної Бразилії в матчі проти Чилі. 
У складі збірної був учасником чемпіонату світу 1962 року у Чилі, здобувши того року титул чемпіона світу. Зекінья був дублером і не зіграв у жодному матчі.
Останній раз у збірній Зекінья зіграв 7 вересня 1965 у матчі проти Уругваю в Белу-Орізонті. Протягом кар'єри у національній команді, яка тривала 6 років, провів у формі головної команди країни 16 матчів, забивши 2 голи.
Помер 26 липня 2009 року на 75-му році життя у місті Олінда.

## Титули і досягнення
- Чемпіон штату Пернамбуку: 1957
- Чемпіон штату Сан-Паулу: 1959, 1963, 1966
- Володар Чаші Бразилії: 1960, 1967
- Володар Кубка Рока: 1960, 1963
- Чемпіон світу: 1962
- Переможець турніру Ріо-Сан-Паулу: 1965
- Бронзовий призер Чемпіонату Південної Америки: 1959 (Еквадор)